# Roos van Erkel
Roos van Erkel (Amsterdam, 6 mei 1984) is een Nederlands actrice.

## Levensloop
Van Erkel studeerde aan de Amsterdamse Toneelschool & Kleinkunstacademie, alwaar zij in 2009 afstudeerde. Sinds dat jaar is zij tot op heden te zien als actrice in diverse theater, tv, en filmproducties. Sinds 2020 ook werkzaam als stemacteur in tekenfilms en series.

## Filmografie
Televisie
- Shouf Shouf! (2009) – T. Schippers
- Den Uyl en de affaire Lockheed (2010) – vriendin van Xander
- De meisjes van Thijs (2011) – Lilly
- Welkom in de Gouden Eeuw (2012–2013) – Kaat
- Het bombardement (2012)
- Verliefd op Ibiza (2013) – Fanny
- Sinterklaasjournaal (2014) – doktersassistente
- Welkom bij de Romeinen (2014) – Agrippina
- The Boys (2019-heden) - Starlight (stem)
- Nieuw zeer (2020-2024) - Diverse rollen
- Goede tijden, slechte tijden (2021) – Marleen Leeftink
- Even Apeldoorn Bellen (2022) - receptioniste
- Five Live (televisieserie) (2022) – Charissa Hoekstra
- Medisch Centrum West (2024) – Angela Boskamp

Film
- Het bombardement (2012) – Eva

## Theater
- BAAAAAA (Circus Treurdier, 2024)
- Sjaak & Roos in the White House (2022) Paradevoorstelling
- The Mousetrap REP entertainment (2021-2022) -Molly Ralston
- Het best bewaarde geluid ter wereld (2020) MaxTak
- Dummie de mummie (2017-2018)- Anna-lies & Hepsetoet.
- Twee vrouwen (Hummenlinck stuurman, 2017) – Bente & Sylvia / hoofdrol
- Indecent Proposal (Dommelgraaf en Cornelissen Entertainment, 2016/2017) – Daphne / hoofdrol
- André het Astronautje (Theater Familie BV 2015/2016)
- Het meisje met het rode haar (Dommelgraaf en Cornelissen Entertainment, 2015/2016) – Hannie Schaft / hoofdrol
- Moeder, ik wil bij de Revue (Joop van den Ende Theaterproducties, 2014/2015) – Diny / ensemble
- Elize in de Hollandsche Manege (Now Productions, 2013)
- Fanny & Marius (Theatergroep Suburbia, 2013)
- Het Blauwe Huis (Theatergroep Suburbia, 2012)
- Het Eeuwige Nachtcafé V: Het volk het Land uit! (Circus Treurdier, 2012)
- Het Eeuwige Nachtcafé III (Circus Treurdier, 2011) Tijdens het Fringe Festival
- De Nachtmis 2011 (Circus Treurdier, 2011)
- Diner van de Eeuwige jeugd (Circus Treurdier, 2011) tijdens theaterfestival Karavaan
- Hoe overleef ik (zonder) liefde (Senf Theaterproducties, 2011) – Rosa
- De rit over het Bodenmeer (Tijdelijke Samenscholing i.s.m. Frascati Producties, 2011)
- 101 dalmatiërs (Bos Theaterproducties, 2010) – Teefje
- Hoe overleef ik mijn eerste zoen? (Senf Theaterproducties, 2009) – Rosa
- De Batavia (Hummelinck Stuurman, 2008)

## Prijzen
- Vrouwelijke hoofdrol in een kleine musical voor 'Het meisje met het rode haar' – nominatie (2015)

## Discografie

### Singles
| Single met eventuele hitnotering(en) in de Nederlandse Top 40 | Datum van verschijnen | Datum van binnenkomst | Hoogste positie | Aantal weken | Opmerkingen                                                             |
| ------------------------------------------------------------- | --------------------- | --------------------- | --------------- | ------------ | ----------------------------------------------------------------------- |
| Sla je armen om me heen                                       | 18-10-2012            | 03-11-2012            | 16              | 6            | met Jan Smit / soundtrack Het bombardement / nr. 1 in de Single Top 100 |

| Single met hitnotering(en) in de Vlaamse Ultratop 50 | Datum van verschijnen | Datum van binnenkomst | Hoogste positie | Aantal weken | Opmerkingen                                |
| ---------------------------------------------------- | --------------------- | --------------------- | --------------- | ------------ | ------------------------------------------ |
| Sla je armen om me heen                              | 2012                  | 03-11-2012            | tip77           | -            | met Jan Smit / soundtrack Het bombardement |